# 有機鉄化合物
有機鉄化合物（ゆうきてつかごうぶつ、英: Organoiron compounds）は炭素と鉄の化学結合を含む化合物の総称であり、ペンタカルボニル鉄、ノナカルボニル二鉄、テトラカルボニル鉄(-II)酸ナトリウムのような試薬として有機合成分野に関わっている。鉄はFe(-II)からFe(VI)までの酸化数をとる。鉄の触媒作用は一般的に他の金属に比べ劣るが、安価であり、より"環境にやさしい"金属とされている。有機鉄化合物の特徴として、Fe-C結合を支持する配位子の多様性がある。他の有機金属化合物のようなホスフィン、一酸化炭素、シクロペンタジエニルアニオンもよくあるが、アミンのような硬い配位子も同様に見られる。

## アルキル、アリール化合物

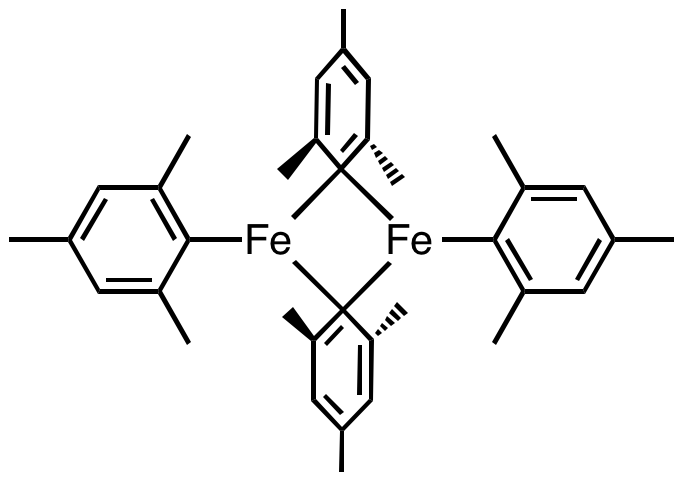
テトラメシチル二鉄は、多数のアリール配位子を有する鉄中性錯体の数少ない一例である。

単純なペルアルキル、ペルアリール錯体はシクロペンタジエニルアニオン (Cp)、一酸化炭素 (CO) 錯体よりはるかに稀である。このような錯体の例としてFe(norbornyl)4やテトラメシチル二鉄がある。

## 鉄カルボニル

### 二元カルボニルとそのアニオン
重要な鉄カルボニルには3種の二元カルボニル、ペンタカルボニル鉄、ノナカルボニル二鉄、ドデカカルボニル三鉄がある。これらのカルボニル配位子はジエン、ホスフィンなど様々な配位子で置換することが可能である。
鉄カルボニルはカルボニル化反応に化学量論的に用いられる。例えば、テトラカルボニル鉄(-II)酸ナトリウム（「コールマン試薬」 (Collman's Reagent) と呼ばれる）のアルキル化によって得られたアシル誘導体は、プロトノリシスを経てアルデヒドへと変換される。
{\displaystyle {\ce {NaFe(CO)4(C(O)R)\ + H+ -> RCHO}}} (+含鉄化合物)
同様のアシル鉄は有機リチウム化合物をペンタカルボニル鉄で処理することでも得られる。
{\displaystyle {\ce {ArLi\ + Fe(CO)5 -> LiFe(CO)4(C(O)R)}}}
この際にはカルバニオンがCO配位子を攻撃する。これと相補的な反応として、コールマン試薬は塩化アシルをアルデヒドへ変換する際にも用いられる。[HFe(CO)4]−塩を用いても同様の反応が可能である。

### (Diene)Fe(CO)3誘導体
通常、鉄ジエン錯体はFe(CO)5またはFe2(CO)9から合成される。一般的なジエンであるシクロヘキサジエン、ノルボルナジエン、シクロオクタジエンなどの誘導体が知られているが、シクロブタジエンも同様に安定化される。ブタジエン錯体では、ジエンはシス配座を取る。鉄カルボニルはディールス・アルダー反応においてジエンを水素化から保護するために用いられる。シクロブタジエン鉄トリカルボニルは3,4-ジクロロシクロブテンとFe2(CO)9から合成される。
バーチ還元により芳香族化合物から合成されるシクロヘキサジエンは、(Diene)Fe(CO)3誘導体を形成する。Fe(CO)3単位と共役ジエンとの親和性は、鉄カルボニルが1,5-シクロオクタジエンと1,3-シクロオクタジエンの異性化を触媒するという事実にも現れている。シクロヘキサジエン錯体に求核剤を加えると、ヒドリド引き抜き反応によりシクロヘキサジエニルカチオンが生成する。
エノン錯体である(ベンジリデンアセトン)鉄トリカルボニルはFe2(CO)9と相補的に、Fe(CO)3源として他の誘導体の合成に用いられる。
アルキンは鉄カルボニルと反応し様々な錯体を与える。これらにはシクロブタジエン誘導体、“ferrole”と呼ばれるFe2(C4R4)(CO)6錯体、シクロペンタジエノンやシクロペンタジエン誘導体などが含まれる。

### 硫黄、リン誘導体
鉄カルボニルをチオールやホスフィンと反応させることで、Fe2(SR)2(CO)6やFe2(PR)2(CO)6の形の錯体が得られる。正四面体型のチオラート、Fe2S2(CO)6も同様にして得られる。

## フェロセンなどのシクロペンタジエニル誘導体

### フェロセンとその誘導体
20世紀における有機金属化学の急激な進展はフェロセンの発見によるところが大きい。この化合物は非常に安定で、様々なサンドイッチ化合物を生み出すこととなった。フェロセンはシクロペンタジエニルナトリウムと塩化鉄(II)の反応によって得られる。
{\displaystyle {\ce {2NaC5H5\ + FeCl2 -> Fe(C5H5)2\ + 2 NaCl}}}
フェロセンのシクロペンタジエニル配位子は、フリーデル・クラフツ反応やリチオ化などの様々な反応を起こす。利便性の高い触媒である1,1'-ビス(ジフェニルホスフィノ)フェロセンのように、フェロセンは特殊な構造を持つ分子を組み立てる際の足場としてよく用いられる。フェロセンを三塩化アルミニウムとベンゼンで処理することで[CpFe(C6H6)]+カチオンが得られる。フェロセンを酸化すると17電子系を持つ青い錯体、フェロセニウムが得られる。修飾されたフラーレン配位子は多置換のシクロペンタジエニル配位子と同様に振る舞う。

### Fp2とその誘導体
Fe(CO)5はジシクロペンタジエンと反応しシクロペンタジエニル鉄ジカルボニル二量体([FeCp(CO)2]2)を与える。この化学種をナトリウムによって還元することで、強力な求核剤でありCpFe(CO)2R型の多くの誘導体の前駆体となる“NaFp”(Fp=[FeCp(CO)2]−) が得られる。Fpは紫外線や可視光を用いた光化学反応によって合成することも可能である。[FpCH2S(CH3)2]+誘導体はシクロプロパン化に用いられる。Fp-アシル錯体はプロキラリティーを有し、キラル誘導体であるCpFe(PPh3)(CO)acylを利用した研究が進められている。Fp2を熱分解すると、立方体型のクラスターである[FeCp(CO)]4となる。

### 多座有機配位子
シクロヘプタトリエン、アズレン、シクロオクタテトラエン (COT) 、ブルバレンなどの様々な多価不飽和炭化水素において、CO配位子を含まない安定な鉄錯体が知られている。Fe(COT)2はよく知られた物質である。2009年には触媒量の長寿命カルベンとFe(COT)2の反応によってFe3(COT)3が得られたが、この化合物はドデカカルボニル三鉄の有機配位子バージョンと見なせる。

## ホスフィンまたはアミンと鉄(II)の錯体
他の有機金属錯体と同様に、有機鉄(II)錯体のCp配位子は第三級ジホスフィンで置き換わる。アミン/イミン配位子はこれよりも稀である。この分野ではFeX2(diphosphine)2型の錯体が際立っており、C-H活性化、二水素錯体、窒素分子錯体などにおいて初期の実例を提供した。シッフ塩基から誘導された錯体は、オレフィン重合において活性の高い触媒となる。

## 有機合成における有機鉄化合物と均一系触媒としての利用
塩の毒性が低く安価であるため、鉄は頻繁に化学量論的試薬として用いられる。有機反応における触媒としての鉄はコバルトやニッケルほど注目されてはいないが、主要な適用対象としては以下がある。
- アルドール反応やマイケル付加などの付加反応[15]
- 置換反応（特にカップリング反応）。塩化鉄(III)はフリーデル・クラフツ反応の触媒としてよく知られている。[(η3-allyl)Fe(CO)4]+X−はアリル置換におけるアリルカチオンの[16][17][18]、Ph(CO)2Fe+(η2-vinyl(OEt))BF−
4は保護されたビニルカチオンの[19]、テトラカルボニル鉄(-II)酸ナトリウムはカルボニルジアニオンの[20]等価体と見なせる。
- エン反応[21]やCpFe(CO)2CH2S+(CH3)2BF−
4を用いたシクロプロパン化[10]などの環化付加
- Knölker錯体などを触媒とした水素化や還元
- 異性化や転移反応
- クロスカップリング反応。Fe(acac)3のような鉄錯体は、一方をアリールまたはアルキルグリニャール試薬、もう一方をアリール、アルケニル、アシルのハロゲン化物とした幅広いクロスカップリング反応を触媒する。関連する熊田・玉尾・コリューカップリングにおいてはニッケルまたはパラジウム触媒が用いられる。

## 生化学
生物有機金属化学の分野において、有機鉄化合物は3種のヒドロゲナーゼや一酸化炭素デヒドロゲナーゼの活性部位に見られる。